# Sampler 5
Sampler 5 ist der fünfte Sampler der Hamburger Hip-Hop-Gruppe 187 Strassenbande, bestehend aus den Rappern Bonez MC, Gzuz, Maxwell, LX und Sa4. Das Album erschien am 14. Mai 2021 über das Label 187 Strassenbande.

## Veröffentlichung und Promotion
Bereits im April 2019 kündigte der Kopf der 187 Strassenbande, Bonez MC, per Emoji-Kommentar unter einem Instagram-Beitrag an, dass die 187 Strassenbande ihre Albenreihe nach 187 Strassenbande (2009), Der Sampler II (2011), Der Sampler 3 und Sampler 4 (2017) mit einem fünften Sampler fortsetzen wird. Im Januar 2021 gab er, erneut über Instagram, bekannt, dass der Sampler 5 nun „als nächstes“ Release der 187 Strassenbande geplant sei, kurz darauf bestätigte in einer Radiosendung bei 98.8 Kiss FM die Arbeit am Sampler.
Die Erstveröffentlichung von Sampler 5 erfolgt am 14. Mai 2021 als CD, Download und Streaming durch das gleichnamige Label der 187 Strassenbande. Das Album kommt auf einen Umfang von 15 Liedern, die allesamt Neukompositionen darstellen. Zeitgleich mit dem regulären Album erschien das „187 StrassenBundle“, ein limitiertes Fan-Bundle. Dieses beinhaltet neben der CD einen Windbreaker, ein Poster sowie ein Fotobuch, das bislang unveröffentlichtes Bildmaterial enthält. Des Weiteren wurde das Album in einer LP-Version veröffentlicht, die aus zwei Schallplatten besteht.

## Produktion
Das Album wurde fast komplett vom Musikproduzenten-Team The Cratez als Executive Producer zusammen mit DeeVoe produziert (jeweils 14 Songs). Während das Albumintro Täter intensiv ohne DeeVoe produziert wurde, sind The Cratez auf Großstadtdschungel nicht beteiligt. Zudem sind The Royals (5), Jambeatz (3), P.M.B., Neal&Alex, Minti, Frey, DLS, Bass Charity und Absolute (je 1) an einzelnen Liedern als Co-Produzenten vertreten.

## Covergestaltung
Das Artwork ist an das Albumcover von Millennium der Backstreet Boys angelehnt und zeigt die fünf Mitglieder der 187 Strassenbande im Stile einer Boygroup, von links nach rechts: Gzuz, LX, Sa4, Bonez MC und Maxwell, jeweils komplett in schwarz gekleidet vor weißem Hintergrund. Der Albumtitel Sampler 5 befindet sich chromfarben am oberen Rand. Im linken oberen Eck des Covers befinden sich der Schriftzug 187 Strassenbande sowie die Namen der Interpreten in schwarz.

## Inhalt
Die Mitglieder der 187 Strassenbande sind auf dem Sampler 5 unterschiedlich oft zu hören. Während LX mit fünf Liedern nur auf einem Drittel des Tonträgers zu hören ist, hat Bonez MC mit neun Beteiligungen die meisten Auftritte. Gzuz (8), Maxwell (7) und Sa4 (6) liegen jeweils dazwischen. Obwohl Bonez MC am häufigsten auf dem Album vertreten ist, ist er der einzige Hauptinterpret ohne eigenen Solotrack, einen Titel mit allen fünf Rappern als Interpret gibt es auf Sampler 5 nicht. Auf drei Liedern des Albums sind neben den Rappern der 187 Strassenbande weitere Künstler zu hören. So hat der Rapper Temsa7 einen Gastauftritt im Albumintro Täter intensiv, während Big Toe auf GNRFT zu hören ist. Des Weiteren ist der deutsche Rapper Frauenarzt an der Single Extasy beteiligt.

## Titelliste
| Nr.          | Titel                                        | Produzent(en)                             | Länge |
| ------------ | -------------------------------------------- | ----------------------------------------- | ----- |
| 1.           | Täter intensiv (Bonez MC, Gzuz feat. Temsa7) | The Cratez                                | 2:51  |
| 2.           | Paradies (Sa4, Gzuz, Bonez MC)               | The Cratez, Jambeatz, DeeVoe              | 3:40  |
| 3.           | GNRFT (LX, Maxwell, Bonez MC feat. Big Toe)  | DeeVoe, The Royals, The Cratez            | 3:04  |
| 4.           | So muss sein! (Maxwell)                      | Frey, DeeVoe, The Cratez                  | 2:21  |
| 5.           | Ganxta im CD Regal (Gzuz, Maxwell, Bonez MC) | The Cratez, DeeVoe                        | 2:38  |
| 6.           | Verpennt (Bonez MC, LX, Sa4)                 | DeeVoe, Neal&Alex, The Cratez, The Royals | 3:14  |
| 7.           | High (Gzuz, LX, Maxwell, Bonez MC)           | The Royals, Minti, DeeVoe, The Cratez     | 3:17  |
| 8.           | Keine Liebe (LX)                             | P.M.B., DeeVoe, The Cratez                | 2:22  |
| 9.           | Nauti (Gzuz, Sa4, Maxwell)                   | DLS, The Cratez, DeeVoe, Bass Charity     | 3:28  |
| 10.          | Keiner kann mich ficken! (Gzuz)              | The Cratez, DeeVoe, The Royals            | 2:11  |
| 11.          | Extasy (Bonez MC feat. Frauenarzt)           | DeeVoe, The Cratez                        | 2:54  |
| 12.          | Kopfschuss (Gzuz, LX, Sa4)                   | DeeVoe, The Cratez, The Royals            | 2:53  |
| 13.          | Großstadtdschungel (Sa4)                     | Jambeatz, DeeVoe                          | 2:34  |
| 14.          | Hotel (Bonez MC, Maxwell, Sa4)               | DeeVoe, The Cratez, Absolute              | 3:29  |
| 15.          | Alles nach Plan (Maxwell, Gzuz, Bonez MC)    | Jambeatz, The Cratez, DeeVoe              | 2:58  |
| Gesamtlänge: | Gesamtlänge:                                 | Gesamtlänge:                              | 43:54 |

## Chartplatzierungen und Singles
Sampler 5 erreichte in Deutschland die Chartspitze der Albumcharts sowie die Chartspitze der deutschsprachigen Albumcharts. In beiden Hitlisten ist es jeweils das zweite Nummer-eins-Album für die 187 Strassenbande. Auch in der Schweizer Hitparade und in Österreich erreichte das Album Rang eins.
In den Album-Jahrescharts 2021 belegte Sampler 5 Rang 16 in Deutschland, Position 46 in Österreich sowie Platz 39 in der Schweiz.
| ChartsChartplatzierungen | Höchstplatzierung | Wochen |
| ------------------------ | ----------------- | ------ |
| Deutschland (GfK)        | 1 (15 Wo.)        | 15     |
| Österreich (Ö3)          | 1 (18 Wo.)        | 18     |
| Schweiz (IFPI)           | 1 (13 Wo.)        | 13     |

| ChartsJahrescharts (2021) | Platzierung |
| ------------------------- | ----------- |
| Deutschland (GfK)         | 16          |
| Österreich (Ö3)           | 46          |
| Schweiz (IFPI)            | 39          |

Die erste Single Paradies von Bonez MC, Gzuz und Sa4 erschien knapp vier Monate vor Albumveröffentlichung am 22. Januar 2021 als Einzeltrack zum Download und als limitiertes Bundle mit T-Shirt. Das Lied stieg auf Rang zwei in die deutschen Singlecharts ein, in Österreich auf Platz vier und in der Schweizer Hitparade auf Position neun.
Am 26. Februar wurde der Song Keiner kann mich ficken! von Gzuz veröffentlicht, der Platz drei der deutschen, Rang zwölf österreichischen sowie Position 20 der Schweizer Hitparade belegte.
Die dritte Auskopplung Verpennt von Bonez MC, LX und Sa4 erschien am 25. März und stieg in Deutschland auf Rang acht, in Österreich auf sieben und in der Schweiz auf Platz zwölf in die Charts ein.
Eine Woche vor dem Album folgte am 7. Mai die vierte und letzte Single Extasy, bei der Bonez MC mit dem deutschen Rapper Frauenarzt zusammenarbeitete. Diese erreichte die Spitze der deutschen Charts.
Zu allen Auskopplungen wurden auch Musikvideos veröffentlicht.
Am 17. April erschien zudem ein Snippet des Albums zum Streaming und auf YouTube, das sich nicht in den offiziellen deutschen Singlecharts platzieren konnte, jedoch am 30. April 2021 Rang 16 der Single-Trend-Charts belegen konnte.
Im Juni 2023 wurde die Single Extasy in Deutschland mit einer Platin-Schallplatte für mehr als 400.000 Verkäufe ausgezeichnet.

## Rezensionen
| Professionelle Bewertungen | Professionelle Bewertungen |
| -------------------------- | -------------------------- |
| Kritiken                   |                            |
| Quelle                     | Bewertung                  |
| laut.de                    | [ 15 ]                     |

Moritz Klein von der Internetseite Laut.de bewertete Sampler 5 mit drei von möglichen fünf Punkten. Es sei ungewöhnlich, dass kein Intro vorhanden sei, sondern das Album mit Täter intensiv eingeleitet werde. Thematisch habe der Sampler nicht allzu viel Abwechslung zu bieten. Insbesondere der Track Grossstadtdschungel von Sa4 mache dies deutlich. Bezüglich der Beats vermisse man „bei den meisten die Oldschool-Atmosphäre, die den Sound bisheriger Sampler stark geprägt habe“, was daran liegen könnte, dass The Cratez und DeeVoe für die Leitung der Album-Produktion verantwortlich waren. Trotzdem käme „die herkömmliche, ganz eigene Sampler-Ästhetik aber schlussendlich nicht zu kurz und alle 187er liefern auf dem Album starke Parts ab.“ Besonders LX glänze „mit einer so fortgeschrittenen Technik auf Keine Liebe, dass sie einen ganzen Track trotz fantasieloser Hook zu einem guten machen könne.“ Auch Maxwell liefere einen „stabilen Part auf dem letzten Track des Albums.“ Insgesamt habe der Sampler „allerdings auch seine Schwächen; ein paar leicht einfallslose Hooks und zeitweise eintöniger Sound.“ Trotzdem mache „dies aber noch kein schlechtes Album.“